# Gonna Make U Jump
Gonna Make U Jump – kompilacja amerykańskiej grupy hip-hopowej Kris Kross.

## Lista utworów
1. "It's a Group Thang" – 0:53
2. "Lil' Boys in da Hood" – 3:05
3. "Jump" – 3:17
4. "2 da Beat Ch'yall" – 3:43
5. "Da Bomb" feat. Da Brat – 4:12
6. "Live and Die for Hip Hop" feat. Da Brat, Aaliyah, Jermaine Dupri & Mr. Black – 3:46
7. "Party" – 4:03
8. "Tonite's tha Night" – 3:19
9. "We're in da House" – 0:39
10. "A Lot 2 Live 4" – 2:15